# Trevante Rhodes
Trevante Rhodes (Ponchatoula, 10 de fevereiro de 1990) é um ator e atleta estado-unidense.
Graduado pela Universidade do Texas em Austin, participou do Campeonato de Atletismo Júnior Pan-Americano em 2009, na capital de Trinidad e Tobago, Port of Spain, na qual conquistou uma medalha de ouro na categoria Revezamento 4x100. Em seguida, mudou-se para Los Angeles, onde decidiu de dedicar à carreira interpretativa.
Rhodes, portanto, conquistou repercussão ao trabalhar na série Westworld e nos filmes Weightless e Moonlight. e Bird Box da Netflix